# Gustav Boneau

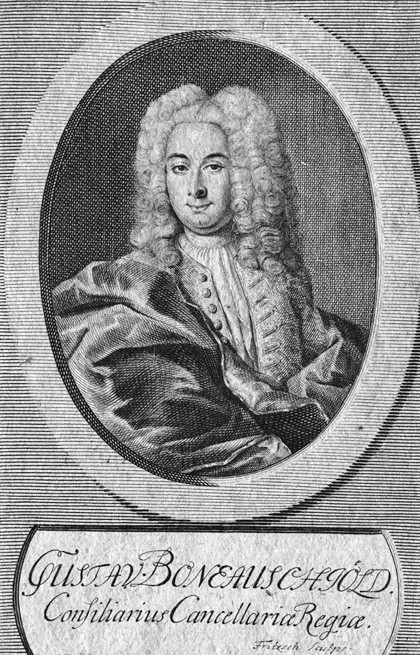
Gustaf Boneauschiöld.

Gustaf Boneauschiöld (före adlandet Boneau), född 25 januari 1683, död 22 november 1754 i Stockholm, var en svensk diplomat, riksdagsledamot och statssekreterare. Han blev adlad 1719.

## Biografi
Gustav Boneaus farfar Honoré Boneau var en förmögen handelsman och bankir i Paris. Dennes son, Abraham Boneau (död 1683), kom till Sverige och bosatte sig i Stockholm där han blev en framgångsrik handelsman. År 1679 gifte han sig med Katarina Kjerrulf (död 1740).
Parets son, Gustav Boneau, studerade vid Uppsala universitet 1697 och tjänstgjorde därefter i kammarkollegium. Boneau blev presidentsekreterare 1714. Han utnämndes 1719 till expeditionssekreterare och adlades Boneauschiöld samma år. Han stod högt i gunst hos Fredrik av Hessen, som följande år blev kung i Sverige. Från 1720 deltog Boneauschiöld i riksdagarna och tillhörde först Mösspartiet, men övergick sedermera till Hattarna. Han hade en framträdande ställning i Kanslikollegiet och utsågs till statssekreterare 1739. Av särskilt intresse är den halvofficiella korrespondens han underhöll med de svenska diplomaterna i utlandet.
Boneauschiöld hade en betydande förmögenhet. Tillgångarna utgjordes i första hand av fastigheter. Förutom ett hus i  vid Drottninggatan i Stockholm ägde han gårdarna Stavsund, Kaggeholm, Vällinge, Bornö och Edeby vilka han 1744 förvärvat från stärbhuset efter svärfadern, landshövdingen och friherren Isak Funck.